# Torneo de Viña del Mar 2007
El Torneo de Viña del Mar es un torneo de tenis que se jugó en arcilla. Se disputó en la ciudad de Viña del Mar. Fue la 14° edición oficial del torneo. Se realizó entre el 29 de enero y el 4 de febrero.

## Campeones

### Individuales Masculino
Luis Horna venció a  Nicolás Massú por 7-5 y 6-3

### Dobles Masculino
Paul Capdeville /  Óscar Hernández vencieron a  Albert Montañés /  Rubén Ramírez Hidalgo por 4-6, 6-4 y 10-6